# Jim Kelly (skådespelare)
Jim Kelly (James Milton Kelly),  född 5 maj 1946, död 29 juni 2013, var en amerikansk kampsportare, tennisspelare och skådespelare. Han hade sin storhetstid under 1970-talet, mycket tack vare sin roll i Bruce Lee-filmen I drakens tecken (1973). Han hade under 1970-talet och i början av 1980-talet roller i mindre kända kampsportfilmer som Black Belt Jones (1974), Golden Needles (1974), Black Samurai (1977), Freeze Bomb (1978) och One Down, Two Two go (1982). Hans filmkarriär var mycket blygsam efter 1982.
Kelly växte upp i den lilla staden Paris i Kentucky. Han var aktiv i basket, amerikansk fotboll och friidrott innan han fokuserade på kampsport. År 1975 blev han professionell tennisspelare.
Efter filmkarriären arbetade Kelly som tennistränare.